# Esprits de famille
Esprits de famille est une série télévisée belge, réalisée par Jean-Marc Vervoort et Fabrice Couchart et diffusée entre le 16 novembre 2014 et le 4 janvier 2015 sur La Une (RTBF). Vu le peu de succès en Belgique, elle est seulement diffusée en France sur HD1 fin 2016 .

## Synopsis
Les parents de Christine, Laurent et Nicolas sont envahissants, au point qu'au réveillon de Noël, la crise éclate. Ils rentrent fâchés des propos de leurs enfants et ont un accident de voiture. Ils sont dans le coma, les enfants s'en veulent d'avoir souhaité en être débarrassés. Mais cela ne va pas empêcher les parents de s'immiscer dans leurs vies, de façon inattendue...

## Distribution
Personnages principaux ,
- Ronnie Commissaris (nl) : François, le père (aveugle)
- Roselia Cuevas : Béatrice, la mère
- France Bastoen : Christine, fille aînée, travaillant au TEC
- Marc Weiss : Étienne, mari de Christine
- Valentine Jongen : Marie, fille de Christine
- Benjamin Ramon : Max, jeune collègue de Christine, dont elle tombe amoureuse
- Frederik Haùgness : Laurent, fils cadet, renvoyé d'un boulot qu'il n'aimait plus.
- Christelle Cornil : Jenny, épouse de Laurent
- Anne-Catherine Horvath : Élodie, fille de Laurent
- Jules Brunet : Thomas, fils de Laurent
- David Baiot : Nicolas, fils adoptif d'origine congolaise, avocat.
- John Flanders : Avocat, patron de Nicolas
- Amélie Remacle : Céline, copine et fille du patron de Nicolas, journaliste
- Babetida Sadjo : Désirée, autre copine de Nicolas

## Épisodes

### Saison 1 (2014-15)

#### Épisode 1: Un Noël en enfer
- La Une : 16 novembre 2014 - 311 600 télésp. - 16,7 % - 2e meilleur score d'audience[4]
- HD1 : 25 décembre 2016 [1]

#### Épisode 2: Mauvaise année!
- La Une : 23 novembre 2014 - 148 200 télésp. - 8,7 % de part de marché[5]
- HD1 : 25 décembre 2016 [1]

#### Épisode 3: La banquière et autres secrets
- La Une : 30 novembre 2014 [6] - 137 600 télésp. - 7,6 % de part de marché[7]
- HD1 : 25 décembre 2016 [1]

#### Épisode 4: Sexe, sexe & sexe
- La Une : 7 décembre 2014 [8] - 128 800 télésp. - 7,8 % de part de marché[9]
- HD1 : 25 décembre 2016 [1]

#### Épisode 5: Céline et autres mauvais choix
- La Une : 14 décembre 2014 [10]
- HD1 : 25 décembre 2016 [1]

#### Épisode 6: Le plus beau jour de leur vie?
- La Une : 21 décembre 2014 [11]
- HD1 : 31 décembre 2016 [12]

#### Épisode 7: Tous aveugles
- La Une : 28 décembre 2014 [13] 139 900 télésp. -  7,8 % de part de marché[14]
- HD1 : 31 décembre 2016 [12]

#### Épisode 8: Nicolas et autres menteurs
- La Une : 28 décembre 2014 [13]
- HD1 : 31 décembre 2016 [12]

#### Épisode 9:  Laurent et autres handicapés
- La Une : 4 janvier 2015 [15]
- HD1 : 31 décembre 2016 [12]

#### Épisode 10: Le grand départ
- La Une : 4 janvier 2015 [15]
- HD1 : 31 décembre 2016 [12]

## Tournage
Les images ont été tournées  dans une villa, rue de l’Augette, à Rixensart ; dans un loft à Bruxelles ; dans des locaux du TEC Brabant wallon ; à la cour d’assises de Nivelles et à Hélécine.

## Diffusion à l'étranger
- La série sera diffusée en France sur HD1[4]
- Diffusion hebdomadaire au Portugal sur RTP2 à partir du 19 aout 2017.